# NGC 7376
NGC 7376 é uma galáxia espiral (S0-a) localizada na direcção da constelação de Pegasus. Possui uma declinação de +03° 38' 43" e uma ascensão recta de 22 horas, 47 minutos e 17,5 segundos.
A galáxia NGC 7376 foi descoberta em 29 de Agosto de 1864 por Albert Marth.